# Mozilla Firefox
 "Firefox" omdirigeres hertil. For andre betydninger af Firefox, se Firefox (flertydig).
Mozilla Firefox er en fri og open source-browser baseret på Gecko, som er udviklet af hundreder af frivillige løst organiseret i  Mozilla Foundation. Projektet er taget fra Mozilla Suite browser/email/kalender-suiten, der er baseret på Netscape version 5, som aldrig blev udgivet. Kildekoden til Netscape 5 blev i stedet åbnet og er nu videreudviklet i bl.a. Firefox.
Målet med Firefox var at udvikle en lille hurtig og enkel stand alone-browser til afløsning for de større web-program-pakker som Opera, Internet Explorer, Netscape Navigator og Mozilla, som alle består af flere programmer (suite) til webside-læsning, e-mail, nyhedslæsning, chat osv. Ideen er at holde sig til en hel basal browser, som man så selv kan udvide (eng: extend) efter behov og selv kan kombinere med andre programmer og klienter.
Siden de allerførste testudgaver blev offentliggjort i september 2002 har browseren skiftet navn til Mozilla Firefox, som Mozilla Foundation nu har registreret som varemærke (via navne som Phoenix (indtil april 2003), over Firebird og Mozilla Firebird (indtil februar 2004))

## Versioner

### Version 85.0
Firefox 85 er den første webbrowser, som hindrer (super)cookies i at "sladre" om andre besøgte sites, da hvert hovedsites (super)cookies lander i hver sin "sandkasse", hvorved cross-site tracking hindres.

### "Rapid release"
Efter Firefox 4 blev udviklingen af Firefox delt op i forskellige "kanaler", som hver arbejder på en version af Firefox i forskellige faser af udviklingen. "Nightly Builds" er den hyppigst opdaterede kanal, og den tilbyder de nyeste, men utestede, features. "Aurora"-kanalen er op til seks uger bag "Nightly", men til gengæld er den blevet testet, omend minimalt, i forhold til "Nightly" der ikke bliver testet, før de bliver udgivet. "Beta"-kanalen er seks uger bag "Aurora", og indeholder også nye features, som dog har været testet i "Nightly"- og "Aurora"-kanalerne. "Beta"-kanalen er derfor noget mere stabil, men er dog ikke helt færdig med at blive testet. "Beta"-kanalen er det første stadie i udviklingsprocessen, hvori Firefox benytter Firefox-logoet (i "Nightly" og "Aurora" benyttes lignende, men anderledes logoer). Seks uger efter "Beta" kommer "Release"-kanalen, hvilket er den officielle version af Firefox. Der udgives en ny version i denne kanal – med undtagelse af rettelser af kritiske fejl – hver sjette uge.
Formålet med den hurtigere udgivelsesprocess er ifølge Mozilla at bringe nye features ud til brugerne hurtigere end tidligere. Processen har dog ikke været helt uproblematisk, idet Firefox' addonfeature ikke var blevet opdateret og nye "store" versioner ikke nødvendigvis var inkompatible mere, hvorfor mange addons ofte ikke var kompatible med de nye hastigt udkommende versioner på udgivelsesdagen. Dette problem er dog ikke længere aktuelt da Firefox, fra version 10, antager at addons er kompatible, så længe de som minimum er kompatible med Firefox 4. Udover problemerne med addons, har nogle anklaget udviklingsprocessen for blot at være et middel til at opnå større versionsnumre.

#### Version 5.0 til version 17.0
- 17.0 blev udgivet den 30. november 2012
- 16.0 blev udgivet den 9. oktober 2012, men blev trukket tilbage grundet et sikkerhedsproblem. 11. oktober blev version 16.0.1 udgivet, som rettede denne fejl.[6]
- 15.0 blev udgivet den 28. august 2012
- 14.0.1 blev udgivet den 17. juli 2012
- 13.0 blev udgivet den 5. juni 2012
- 12.0 blev udgivet den 24. april 2012
- 11.0 blev udgivet den 13. marts 2012
- 10.0 blev udgivet den 31. januar 2012
- 9.0 blev udgivet den 20. december 2011
- 8.0 blev udgivet den 8. november 2011
- 7.0 blev udgivet den 27. september 2011
- 6.0 blev udgivet den 16. august 2011
- 5.0 blev udgivet den 21. juni 2011

### Version 4.0
Version 4.0 med kodenavnet Tumucumaque, der blev udgivet den 22. marts 2011, lancerede en ny og hurtigere brugerflade.
Andre nye funktioner er forbedrede notifikationer, et gruppe faneblad, anvendelses faner, en gendesignet add-on-manager, integration med Firefox Sync og understøttelse af multitouch-skærme.

### Version 3.6
Version 3.6 med kodenavnet Namoroka, har været under udvikling siden 1. december 2008, og blev endeligt frigivet den 21. januar 2010. Gecko-motoren er blevet opdateret til den seneste version 1.9.2, og blandt de nye features kan nævnes understøttelse af de nye, lettere Personas-temaer (farver og billeder på brugerfladen), det åbne webfont-format WOFF (Web Open Font Format),, afspilning af Ogg Theora videoformatet i fuld skærm og et nyt og mere sikkert pluginsystem der automatisk holder øje med om man har usikre versioner af bl.a. Apple QuickTime, Adobe Flash og Adobe Reader plugins installeret via Mozillas Plugin Check hjemmeside. De seneste opdateringer af Mozilla Firefox 3.6 (fra version 3.6.4) er desuden blevet udbygget med en separat proces til kørsel af Adobe Flash, Apple Quicktime og Microsoft Silverlight, der skal sikre at hvis én af disse processer går ned, kan selve Firefox stadig køre videre.

### Version 3.5
Version 3.5 med kodenavnet Shiretoko, tilføjede forskellige nye funktioner til Firefox. I stedet for at hedde Firefox 3.1, valgte Mozilla at ændre navnet til Firefox 3.5, for at afspejle den store forandring, som browseren havde gennemgået Disse ændringer omfatter understøttelse af HTML 5, der indeholder brug af tags til video og lyd uden brug af eksempelvis Flash eller Silverlight.
Firefox 3.5 benytter Gecko 1.9.1-motoren, der indeholder funktioner, som ikke var med i Firefox 3.0. Understøttelse af Multi-touch var også med i denne version. Derudover har Firefox 3.5 fået et mindre opdateret logo.

### Version 3.0
Den 17. juni 2008 blev Mozilla Firefox 3 lanceret . Den nye version af Firefox løste mange bugs. Af nye ting var der blandt andet en ny download-manager, en ny måde at håndtere bogmærker og historik samt forskellige nye temaer afhængig af operativsystem.

### Version 2.0
Den 24. oktober 2006 lancerede Mozilla Firefox 2. Den indeholdt blandt andet opdateringer til fanebrowsing, opdateringer til tilføjelseshåndteringen og en ny grafisk brugergrænseflade.

### Version 1.0
Mozilla Firefox 1.0 blev gjort tilgængelig den 9. november 2004, mens version 1.5 blev frigivet 29. november 2005.

## Varemærket Mozilla Firefox
Har man registreret et produkt som varemærke, skal man håndhæve rettigheden, ellers bortfalder den. Det begyndte Mozilla Corporation på i september-oktober 2006 ved bl.a. at rette henvendelse til Debian-projektet. Debian har hele tiden afholdt sig fra at distribuere det officielle Firefox-logo (en jordklode omsvøbt af en ræv), da Debian ikke mente, det var frit jævnfør Debians retningslinjer for fri software. Mozilla Corporations henvendelse skyldtes, at den ikke ønskede at give brugerne en halv oplevelse, men enten at have hele branding-pakken med logo og navn – eller slet intet. Hvis Debian havde fortsat med at distribuere produktet under navnet Firefox, skulle eventuelle sikkerhedsopdateringer og Debian-specifikke patches gennem en valideringsproces hos Mozilla Corporation. Da Debian-udviklerne ikke kunne imødekomme kravet, blev det besluttet at omdøbe browseren i Debian til Iceweasel. Navnet stammer fra et Matt Groening-citat:
| Citat | Love is like riding through the frozen tundra on a snowmobile. Suddenly it flips over, and you are trapped. Then at night, the ice weasels come. | Citat |
|       | |       |